# نارسيسو مينا

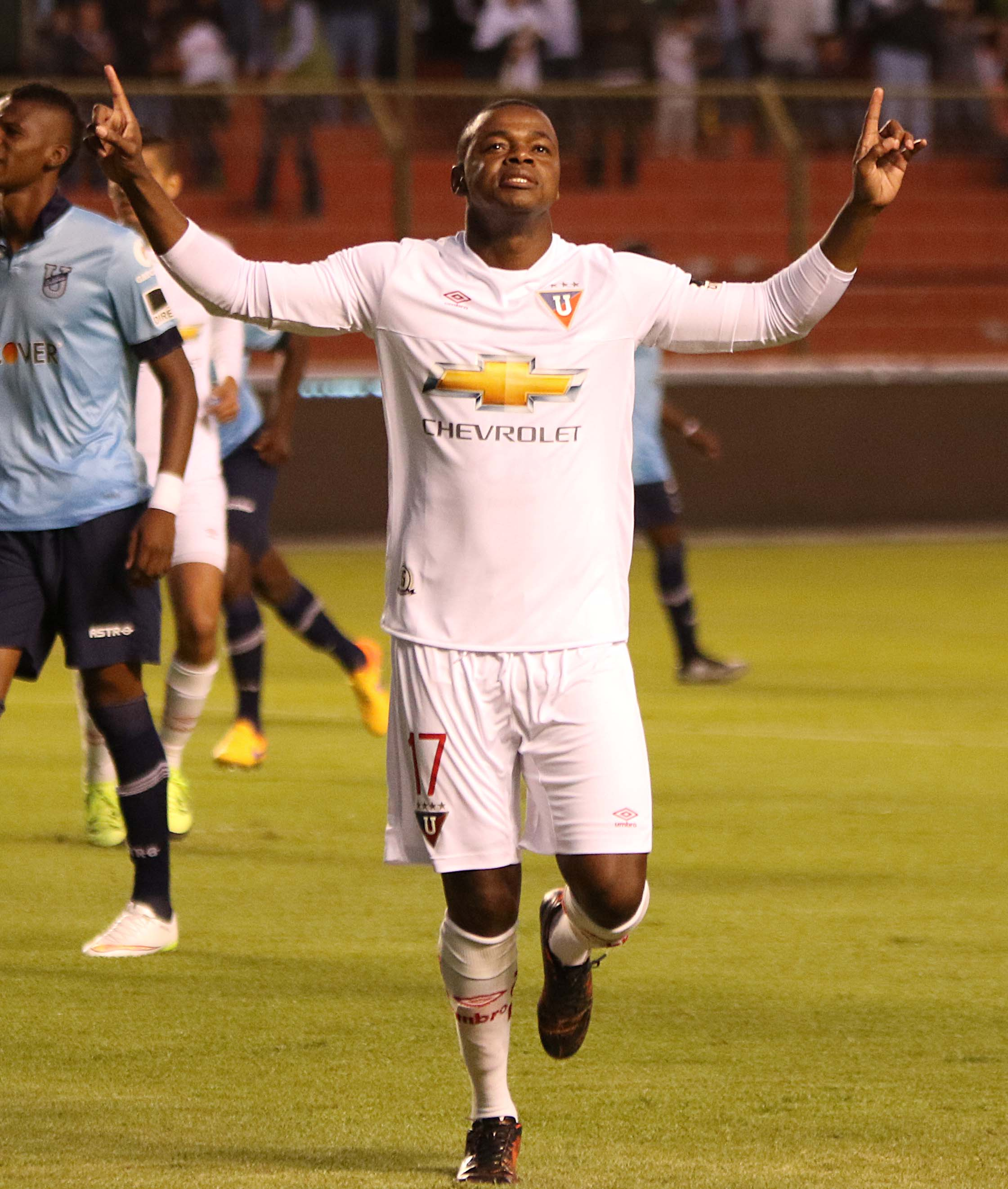

نارسيسو مينا (بالإسبانية: Narciso Mina) (مواليد 25 نوفمبر 1982 في الإكوادور) وزنة:75كج وطولة :175سم لاعب كرة قدم إكوادوري دولي يجيد اللعب في خط الهجوم . يلعب حاليا لصالح نادي إنديبندينتي ديل فال إكوادوري.

## روابط خارجية
- نارسيسو مينا على موقع اتحاد أوكرانيا (الإنجليزية)
- نارسيسو مينا على موقع قاعدة بيانات كرة القدم.إي يو (الإنجليزية)
- نارسيسو مينا على موقع ناشيونال فوتبول تيمز (الإنجليزية)
- نارسيسو مينا على موقع Soccerway.com (الإنجليزية)
- نارسيسو مينا على موقع كووورة
- نارسيسو مينا على موقع AS.com (الإسبانية)